# Lorenzo Valla

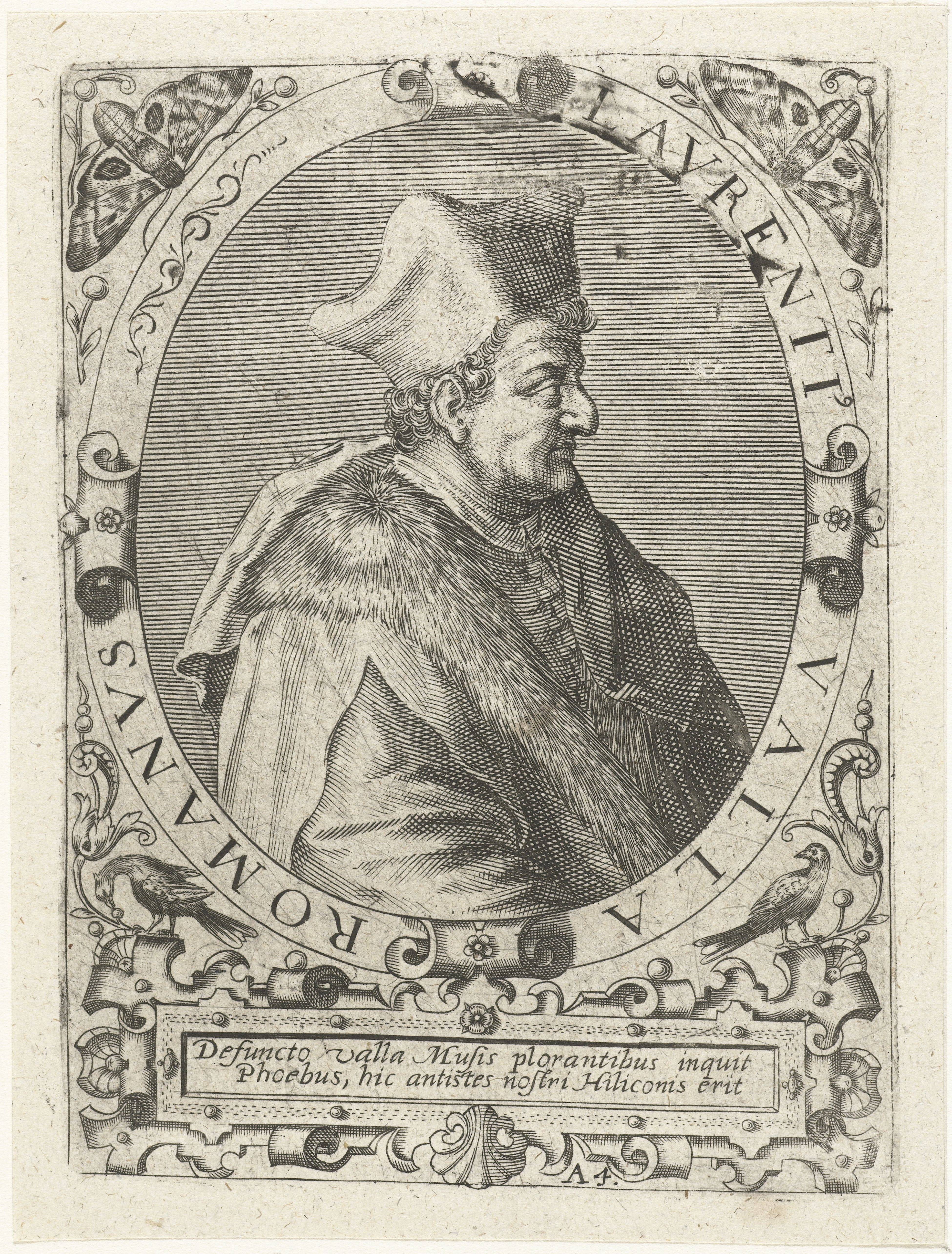
Lorenzo Valla

Lorenzo Valla (auch Lorenzo della Valle, lateinisch Laurentius Valla; * zwischen 2. August und 6. Dezember 1406 in Rom; † 1. August 1457 ebenda) war ein italienischer Humanist und Kanoniker. Er gilt als Begründer der modernen Textkritik.

## Leben

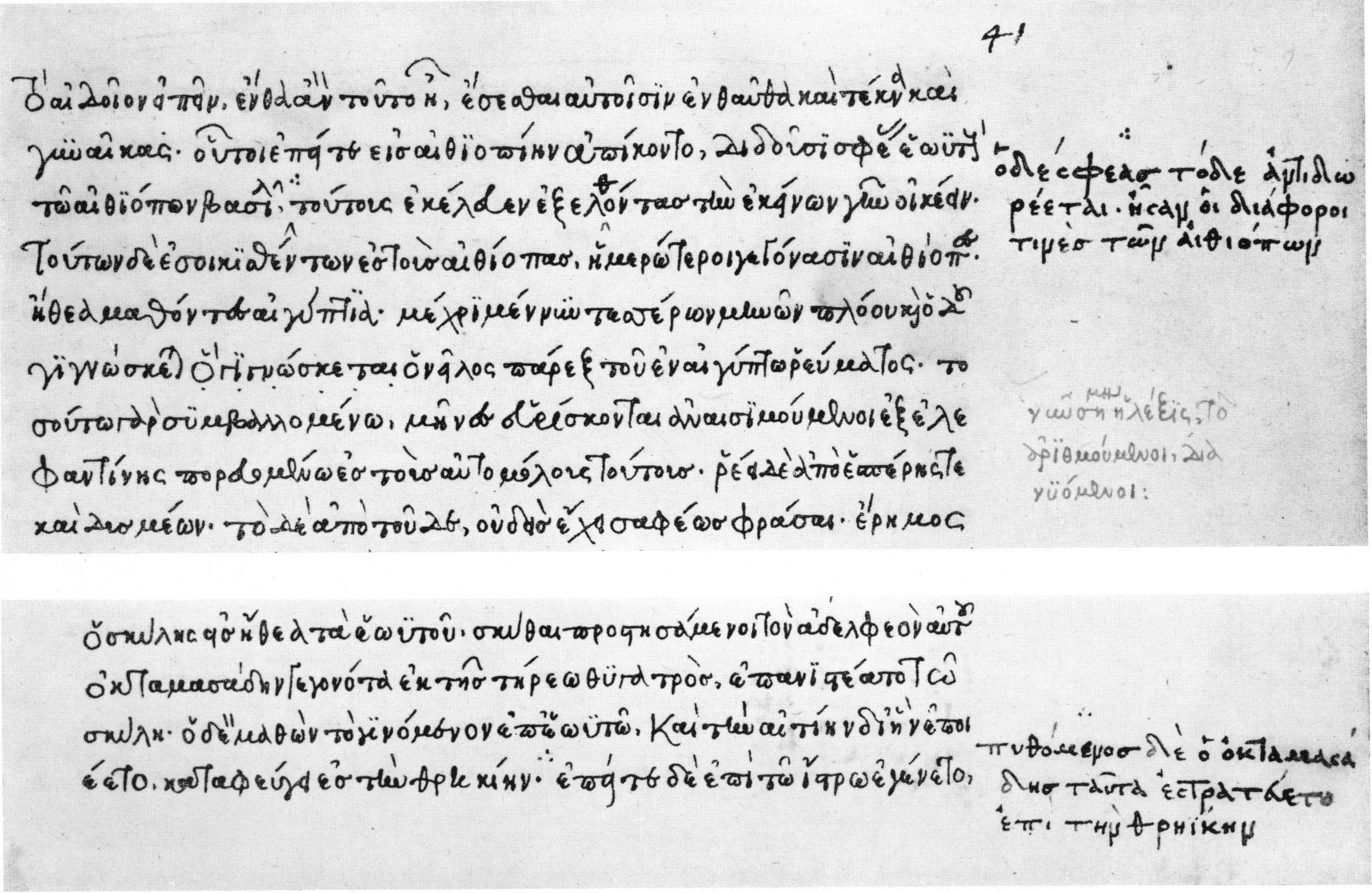
Eigenhändige Korrekturen Vallas in einer Handschrift von Herodots Historien. Rom, Biblioteca Apostolica Vaticana, Vat. Gr. 122, fol. 41r und 122r

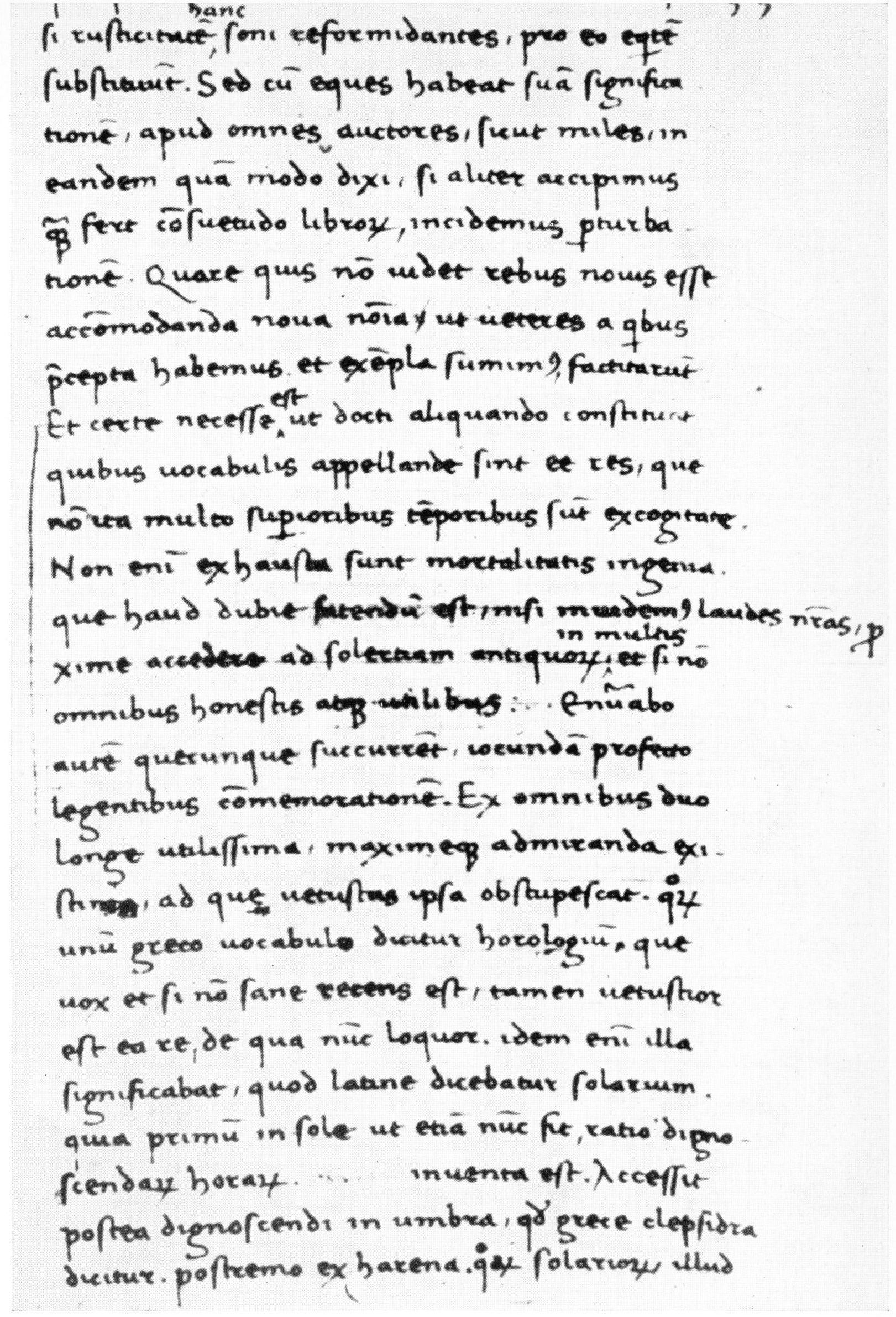
Lorenzo Valla, Gesta Ferdinandi regis, Autograph. Paris, Bibliothèque Nationale, Lat. 6174, fol. 33v

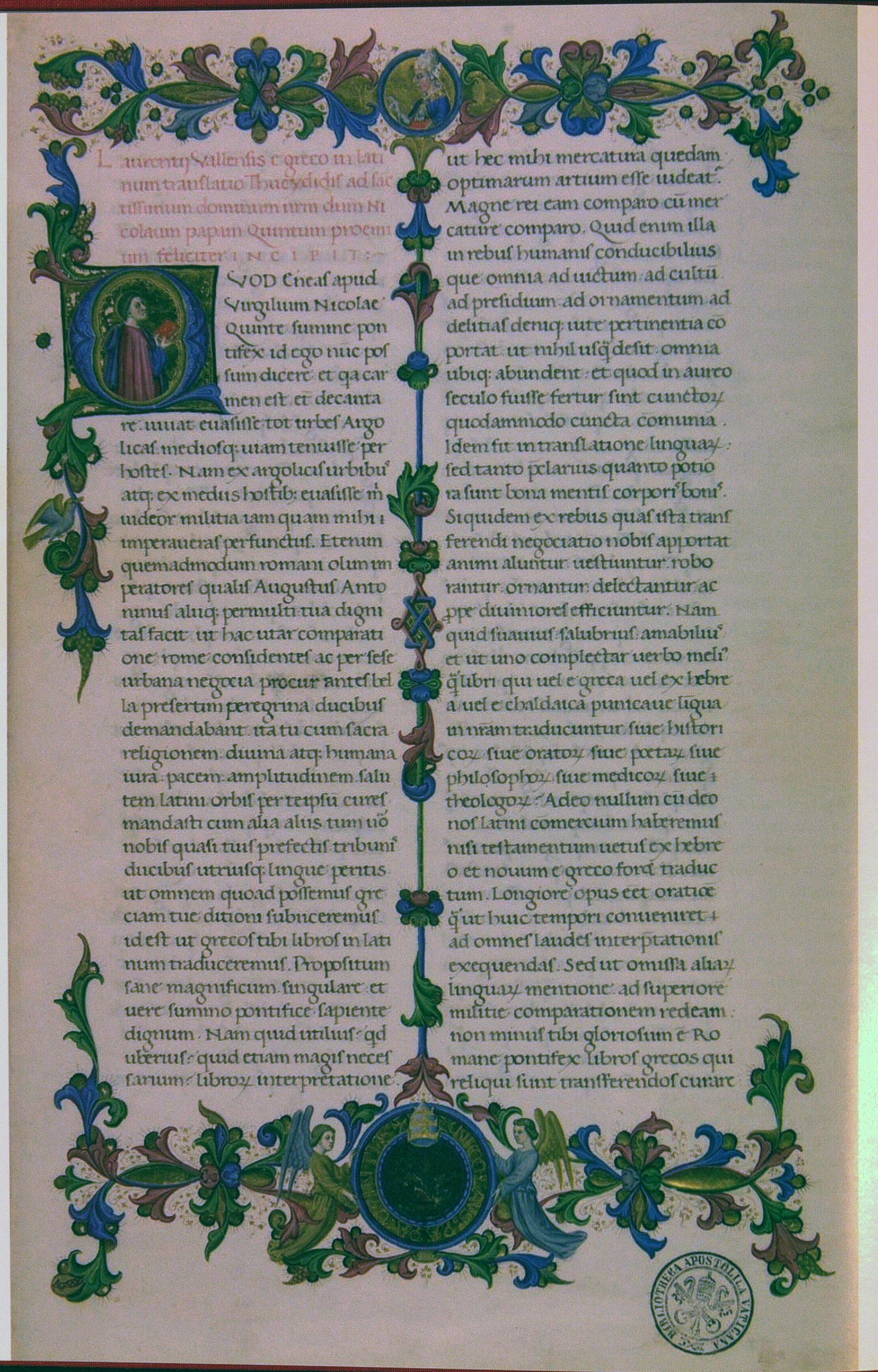
Der Anfang von Vallas Vorrede zu seiner lateinischen Übersetzung des Geschichtswerks des Thukydides im Widmungsexemplar für Papst Nikolaus V. Handschrift Città del Vaticano, Biblioteca Apostolica Vaticana, Vat. lat. 1801, fol. 1r

Lorenzo Valla wurde zwischen 2. August und 6. Dezember 1406 in Rom geboren. Er war als Sohn des kurialen Konsistorialadvokaten Luca della Valla stadtadeliger Abkunft. Seine Ausbildung erhielt er bei Leonardo Bruni und den Kuriensekretären Rinuccio da Castiglione und Giovanni Aurispa, die zu den besten Philologen ihrer Zeit zählten. Er studierte die Schriften von Aristoteles, Cicero, Quintilian, Boethius und der Kirchenväter, aber auch die scholastische Literatur, und wurde ein ausgezeichneter Kenner der Werke des Thomas von Aquin.
Eine Anstellung im Vatikan wurde Valla unter Hinweis auf sein jugendliches Alter verwehrt. Er verließ Rom und siedelte nach Piacenza über. Erste Entwürfe seiner Dialoge De voluptate und De libero arbitrio entstanden.
1431 bemühte sich Valla bei Papst Eugen IV. erneut erfolglos um eine Anstellung. Im Herbst folgt er Gasparino Barzizza auf dem Lehrstuhl für Rhetorik in Pavia, wo er engen Kontakt mit diversen Humanisten hatte, darunter Maffeo Vegio. Auseinandersetzungen mit den dortigen Juristen um seine ersten Publikationen (Quaestiones dialecticae; De libero arbitrio; De elegantiis Latini sermonis) zwangen Valla, Pavia 1433 zu verlassen. Anstoß erregte er insbesondere durch seine in De elegantiis Latini sermonis vorgetragene Kritik am damals üblichen Mittellatein. Er verlangte von den Gelehrten, ihre Prosa am Vorbild des klassischen Latein auszurichten, wie es etwa Cicero geschrieben hatte. Anschließend hielt sich Valla in verschiedenen oberitalienischen Städten auf, u. a. in Mailand.
1435 ging Valla an den Hof des humanistenfreundlichen Königs Alfons V. von Aragón, der Krieg um Neapel führte. Valla kollationierte neutestamentliche  Handschriften, edierte altsprachliche Werke, überarbeitete De voluptate, stellte die Elegantiarum linguae Latinae libri sex und Dialectica fertig. Fast zeitgleich und unabhängig von Nikolaus von Kues und Reginald Pecock wies er in Declamatio de falso credita et ementita donatione Constantini die Unechtheit der Konstantinischen Schenkung nach. Auf kirchenrechtlichem Gebiet ist dies seine bekannteste Leistung.
Seine Schriften setzten ihn 1444 dem Verdacht der Häresie aus; gegen ihn wurde ein Verfahren vor der Inquisition eingeleitet, die ihn aber aufgrund seiner geschickten Verteidigung und des königlichen Eingreifens nicht verurteilte. Rehabilitiert wurde Valla aber auch nicht.
Unter dem Pontifikat des „Humanistenpapstes“ Nikolaus V. übersiedelte Valla 1448 nach Rom und trat als scriptor litterarum apostolicarum in päpstliche Dienste. Dort setzte er seine philologische Tätigkeit mit der Übersetzung des Thukydides fort. 1455 wurde er Kuriensekretär. In seinen letzten Lebensjahren lehrte er erneut als Professor der Rhetorik und hielt u. a. Vorlesungen über Vergil und Cicero.
Valla starb am 1. August 1457 als apostolischer Sekretär und Kanonikus und wurde mit großen Ehren im Lateran beigesetzt.

## Rezeption
Vallas Werke erfuhren zum Teil ungeheure Verbreitung und wurden bereits im 15. und 16. Jahrhundert in mehrere Sprachen übersetzt.
In der modernen Forschung wird Valla als eine der prägenden Persönlichkeiten des italienischen Humanismus im 15. Jahrhundert gewürdigt und insbesondere die Radikalität seiner neuen Ansätze betont. Ernesto Grassi sieht Vallas philosophisches Werk als „prinzipielle Abrechnung mit der traditionellen Metaphysik und mit dem christlichen Denken, sofern es sich in Platonismus und Aristotelismus verankert“. Es sei Valla aber nicht gelungen, durch seine Kritik des Stoizismus und des Platonismus zu einem neuen christlichen Denken zu gelangen. Paul Richard Blum stellt fest, Valla habe mit seinen respektlosen Auslegungen theologischen Lehrguts und mit seiner anthropozentrischen Perspektive dazu beigetragen, dass die Theologie in der Neuzeit ihren Rang als Leitwissenschaft verlor. Hanna-Barbara Gerl-Falkovitz sieht die Hauptleistung Vallas in seiner ungewöhnlich scharfen und prinzipiellen Kritik der aristotelisch-scholastischen Philosophie und in seinem Alternativentwurf einer neuen Philosophie auf der Grundlage eines neuen sprachphilosophischen Denkens, dessen Bahnbrecher er gewesen sei.

## Textausgaben und Übersetzungen
Gesamtausgabe
- Opera omnia. I–II; hrsg. von E. Garin; Turin 1962.

Einzelne Werke
- De voluptate, De vero falsoque bono, De vero bono
  - Maristella de Panizza Lorch (Hrsg.): Lorenzo Valla: De vero falsoque bono. Adriatica, Bari 1970 (kritische Edition)
  - Peter Michael Schenkel (Hrsg.): Von der Lust oder Vom wahren Guten. De voluptate sive De vero bono. Fink, München 2004, ISBN 3-7705-3701-7 (lateinischer Text und Übersetzung)
  - Vom wahren und falschen Guten. eingel. von Michael Erler, hrsg. von Otto und Eva Schönberger, Würzburg 2004.
  - De voluptate. On pleasure. Hrsg. von A. Kent Hieatt / Maristella Lorch, New York 1977 (lateinisch und englisch)
- De libero arbitrio
  - Über den freien Willen. / De libero arbitrio. Hrsg., übers. und eingel. von Eckhard Keßler, München 1987 (Humanistische Bibliothek, R. 2: Texte 16)
  - Dialogue sur le libre-arbitre. hrsg. und übers. von Jacques Chomarat, Paris 1983.
  - De libero arbitrio. In: Giorgio Radetti (Hrsg.), Lorenzo Valla: Scritti filosofici e religiosi. Florenz 1953, S. 283–375.
- Repastinatio dialectice et philosophie
  - Gianni Zippel (Hrsg.): Laurentii Valle repastinatio dialectice et philosophie. 2 Bände. Antenore, Padova 1982
  - Brian P. Copenhaver, Lodi Nauta (Hrsg.): Lorenzo Valla: Dialectical Disputations. 2 Bände. Harvard University Press, Cambridge (Massachusetts) 2012, ISBN 978-0-674-05576-6 für Band 1, ISBN 978-0-674-06140-8 für Band 2 (lateinischer Text und englische Übersetzung)
- Elegantiarum linguae Latinae libri sex, Elegantia
  - Elegantiarum linguae Latinae libri sex. (lat.-ital. Teilaus.), in: Eugenio Garin (Hrsg.), Prosatori latini del Quattrocento. Mailand / Neapel 1952, S. 594–631 online.
  - Santiago López Moreda (Hrsg.): De linguae Latinae elegantia ad Ionnem Tortellium Aretinum. Cáceres 1999 (Text der Ausgabe von 1471 mit spanischer Übersetzung)
  - Elisabet Sandström (Hrsg.): De reciprocatione "sui" et "suus". Acta Universitatis Gothoburgensis, Göteborg 1998, ISBN 91-7346-326-4 (kritische Edition einer Ergänzung Vallas zu den Elegantiae mit Einleitung und französischer Übersetzung)
- Antidotum in Facium
  - Antidotum in Facium. hrsg. von Mariangela Regoliosi, Padua 1981.
- Antidotum primum
  - Ari Wesseling (Hrsg.): Antidotum primum. La prima apologia contro Poggio Bracciolini. Van Gorcum, Assen/Amsterdam 1978, ISBN 90-232-1597-4 (kritische Edition)
- Quintilian-Annotationen
  - Lucia Cesarini Martinelli, Alessandro Perosa (Hrsg.): Le postille all’„Institutio oratoria“ di Quintiliano. Antenore, Padua 1996 (kritische Edition)
- Gesta regis Ferdinandi
  - Gesta Ferdinandi Regis Aragonum. hrsg. von Ottavio Besomi, Padua 1973.
- De falso credita et ementita Constantini donatione
  - The profession of the religious and The falsely-believed and forged donation of Constantine. hrsg. und übersetzt von Olga Zorzi Pugliese, Ottawa 1985.
  - Wolfram Setz (Hrsg.): Lorenzo Valla: De falso credita et ementita Constantini donatione (= Monumenta Germaniae Historica, Quellen zur Geistesgeschichte des Mittelalters. Band 10). Böhlau, Weimar 1976 (Nachdruck 1986)
  - Glen W. Bowersock (Hrsg.): Lorenzo Valla: On the Donation of Constantine. Harvard University Press, Cambridge (Massachusetts) 2007, ISBN 0-674-02533-4 (lateinischer Text und englische Übersetzung)
  - Wolfram Setz (Hrsg.): Des Edlen Römers Laurentii Vallensis Clagrede wider die erdicht unnd erlogene begabung so von dem Keyser Constantino der Roemischen kirchen soll geschehen sein. Eine deutsche Übersetzung von Lorenzo Vallas Schrift «De falso credita et ementita Constantini donatione» aus der Reformationszeit. Basel / Frankfurt am Main 1981.
- Collatio Novi Testamenti
  - Collatio Novi Testamenti, hrsg. von Alessandro Perosa, Florenz 1970
- Ars grammatica
  - Paola Casciano (Hrsg.): Lorenzo Valla: L'arte della grammatica. Fondazione Lorenzo Valla, Milano 1990, ISBN 88-04-32946-7 (kritische Edition mit italienischer Übersetzung und Kommentar)
- Briefe
  - Brendan Cook (Hrsg.): Lorenzo Valla: Correspondence. Harvard University Press, Cambridge (Massachusetts) 2013, ISBN 978-0-674-72467-9 (lateinischer Text und englische Übersetzung)
- Aesopische Fabeln (Übersetzung)
  - Maria Pasqualina Pillolla (Hrsg.): Laurentius Vallensis: Fabulae Aesopicae. Dipartimento di archeologia, filologia classica e loro tradizioni, Genova 2003 (kritische Edition)